# Veľké Hincovo pleso
Veľké Hincovo pleso je karové ledovcové jezero v Mengusovské dolině ve Vysokých Tatrách na Slovensku. S rozlohou 20,08 ha a hloubkou 53,7 m se jedná o největší a nejhlubší jezero Slovenska.

## Popis
Veľké Hincovo pleso je 740 m dlouhé a 370 m široké; jeho rozloha dosahuje 20,08 ha a hloubka 53,7 m. Objem vody je 4 091 712 m³. Jedná se o největší a nejhlubší jezero na Slovensku. Leží v nadmořské výšce 1944,8 m v Hincové kotlině, která tvoří jeden z nejvyšších stupňů Mengusovské doliny. Průměrně 270 dní v roce je zamrzlé.
Název plesa souvisí patrně se jménem (Hinca, Ignáce) některého majitele pozemků nebo pastýře, který k němu vystoupil. Na západě se nad plesem prudce zvedají stěny Kôprovského štítu, na severu Čubriny a Velkého Mengusovského štítu a na východ Východního Mengusovského štítu, Hincovy veže a Mengusovského Volovce. Na jih se otevírá Mengusovská dolina, od které je kotlina plesa oddělená ledovci ohlazeným stupněm. Okolí plesa je kamenité. Jihozápadně ve vzdálenosti několika desítek metrů se za stupněm nachází Malé Hincovo pleso.

## Vodní režim
Pleso nemá žádný povrchový přítok. Odtéká z něj Hincov potok, který je pravou zdrojnicí řeky Poprad. Na Hincovém potoce pod plesem a v jeho blízkosti se nacházejí drobná jezírka zvaná Hincove oká. V průběhu roku dosahuje teplota vody u hladiny maximálně 7 °C. Rozměry jezera v průběhu času zachycuje tabulka:
| Rok     | Měření prováděl   | Rozloha ha | Délka m | Šířka m | Hloubka max.m | Objem m³  |
| ------- | ----------------- | ---------- | ------- | ------- | ------------- | --------- |
| 1929    | Franz Stummer     | 18,1947    | 726     | 330     | 53,2          | 4 138 698 |
| 1954    | Juraj Pacl        | 17,87      | [ 4 ]   | [ 4 ]   | [ 4 ]         | [ 4 ]     |
| 1961–67 | pracovníci TANAPu | 20,08      | 740     | 370     | 53,7          | [ 4 ]     |
| 2005    | Gregor, Pacl      | 20,08      | [ 4 ]   | [ 4 ]   | 54            | 4 091 712 |

## Fauna

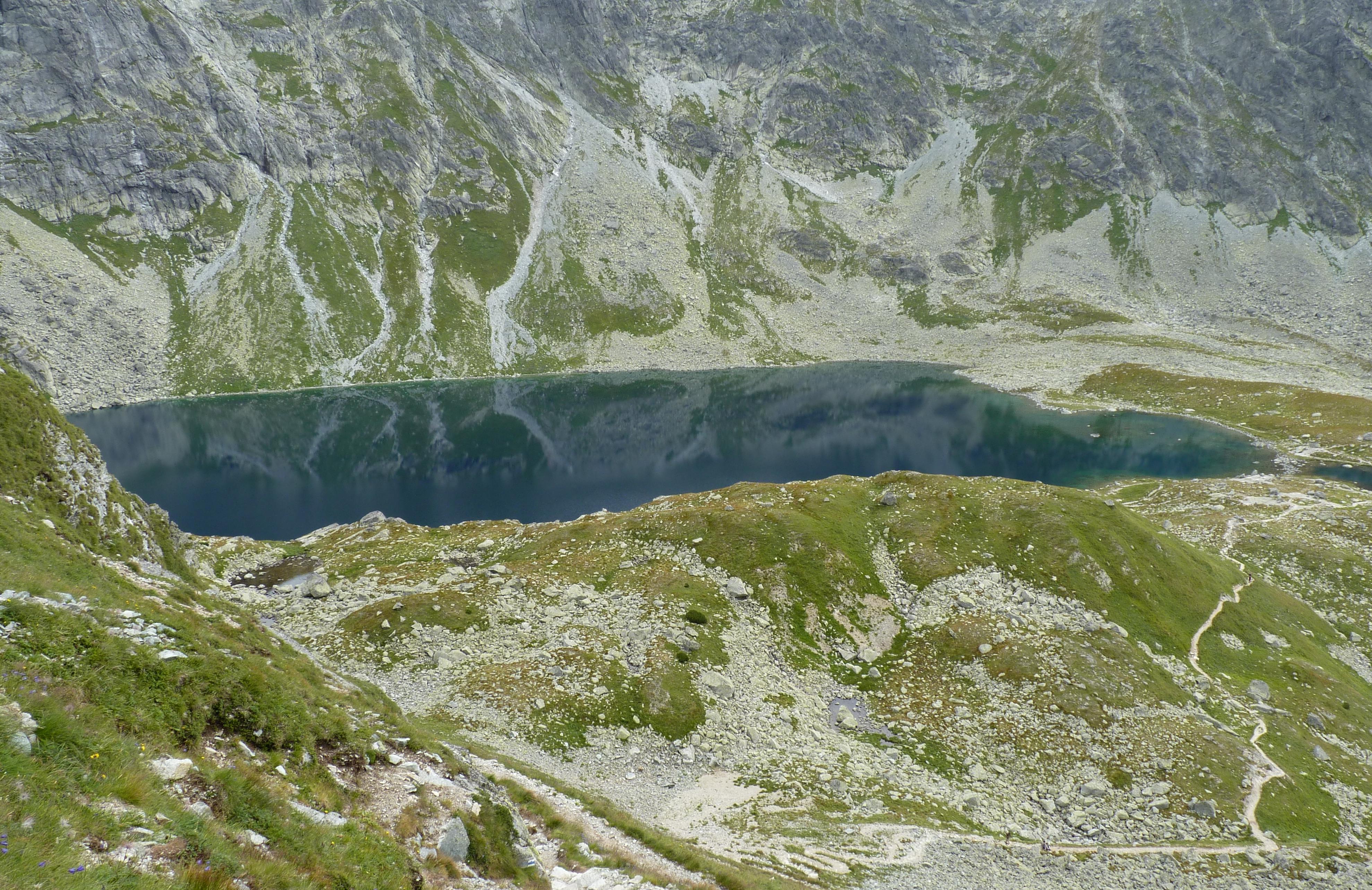
Pleso od cesty na Kôprovský štít (2011)

V plese byl vysazen pstruh potoční (Salmo trutta morpha fario) a jde o nejvyšší nadmořskou výšku na Slovensku, kde se vyskytuje.

## Přístup
Přístup je možný pěšky a to pouze v letním období od 16. června do 31. října. Ve vzdálenosti několika metrů od jihozápadního břehu vede  modrá turistická značka, která spojuje Mengusovskou dolinu s Kôprovskou dolinou.
Od Popradského plesa trvá výstup 1:40 hodiny. Vrátit se je možné stejnou cestou anebo pokračovat přes Vyšné Kôprovské sedlo a Hlinskou dolinu do Kôprovské doliny.

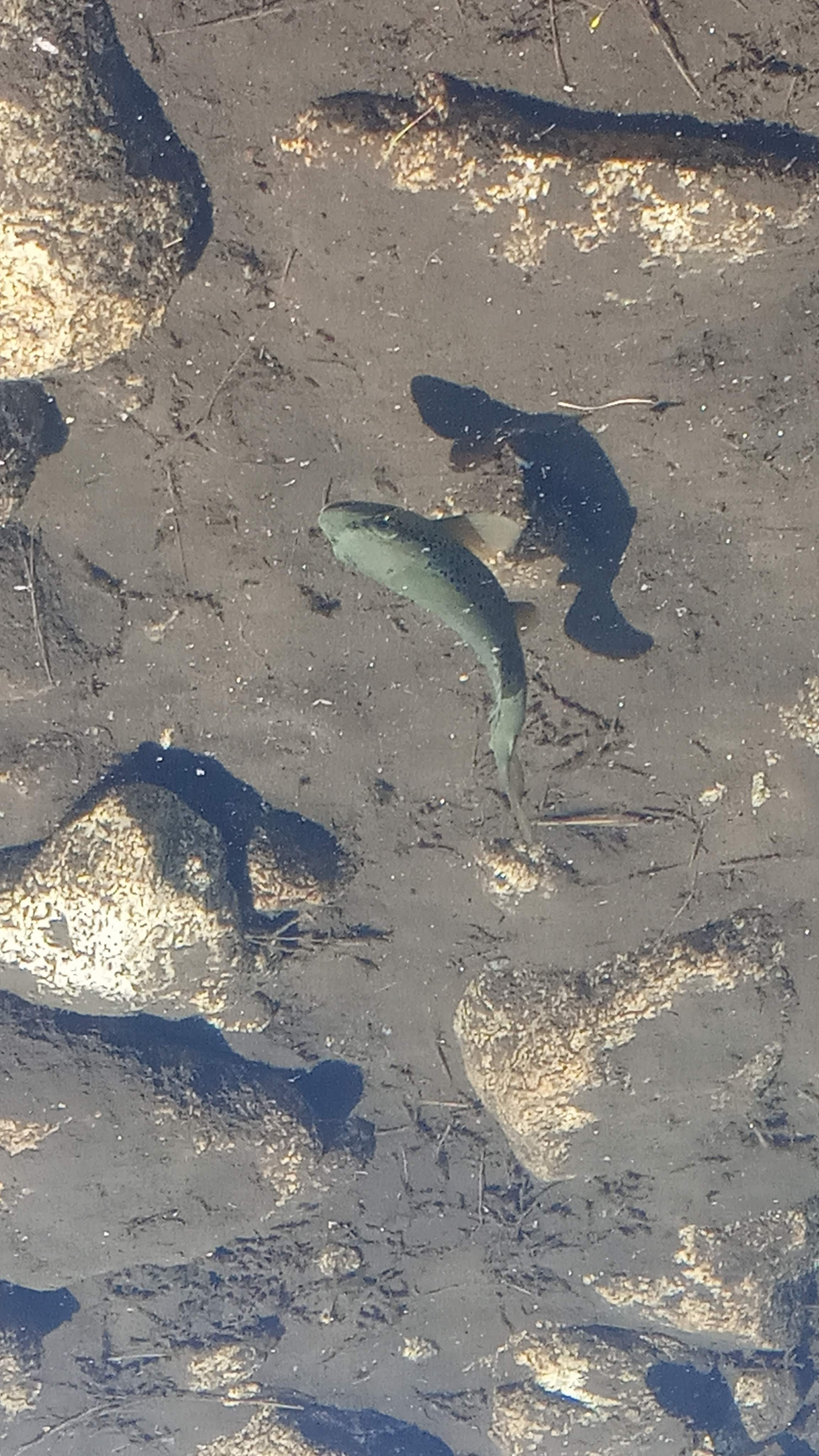
Pstruh potoční ve Veľkém Hincově plese